# Американка (филм)
Американка је југословенски ТВ филм из 1965. године. Режирао га је Славољуб Стефановић Раваси, а сценарио је написао Миодраг Поповић.

## Улоге
| Глумац                  | Улога |
| ----------------------- | ----- |
| Столе Аранђеловић       |       |
| Нада Касапић            |       |
| Љиљана Крстић           |       |
| Татјана Лукјанова       |       |
| Михајло Бата Паскаљевић |       |